# Agresivno rolanje

## Zgodovina
Leta 1980 je skupina igralcev hokeja iskala način, kako bi vadili tudi tekom poletja. Scott in Brennan Olson sta ustanovila podjetje Rollerblade, Inc. ki je prodajalo rolerje (kotalke) s poliuretanskimi koleščki, postavljeni v ravni liniji na dnu oblazinjenega čevlja. Leta 1988 je podjetje Rollerblade predstavilo prvi roler za agrassive inline kotalkanje, imenovan Rollerblade Lightning, TRS. Agressive inline rolanje se je kot organiziran šport uveljavilo v začetku 1920ih let. Leta 1994, sta prijatelja iz otroštva, promotorja kotalkanja Rick Stark in Mark Bilik organizirala prvo tekmovanje na plaži Južne Kalifornije. Dogodek se je imenoval Nacionalno inline rolarasko tekmovanje, bolj poznano kot NISS (The National Inline Skate Series) agresivnim inline kotalkarjem po svetu. Njuno podjetje Anywhere Sports Productions je izpogajalo, da podjetje Taco Bell sponzorira tekmovanje s 150 000$ in tako se je rodilo tekmovanje s sedmimi dogodki. Chris Edwards in Arlo Eisenberg sta bila končna zmagovalca tekmovanja leta 1994. NISS je bilo uspešno tekmovanje 5 let, dogodki pa so bili prirejeni v Los Angelesu, New yorku, Rimu in Braziliji. NISS, je bilo prvo tekmovanje, ki je spravilo agresivno inline rolanje na televizijske ekrane. S televizijsko postajo ESPN so se dogovorili za prenos tekmovanja leta 1994, kasneje pa so napredovali tudi do večjih televizijskih postaj, kot je Fox Sports. Asociacijo agresivnega rolanja ASA (The Aggressive Skaters Association) je leta 1995 ustanovilo več kotalkarjev, kot forum za vzpostavitev sistema pravil glede opreme in tekmovanja. Z dogovorom z ESPN je bil šport vključen tudi v prve X-igre leta 1995 in je vseboval del tekmovanja na vertikalni klančini in del kot ulično tekmovanje. Višek popularnosti je tekmovanje doseglo v poznih 90ih letih z izdajo več filmov na to temo, kot na primer Disney-ev Brink! In drugi. Znamka »Senate«, ki jo je vodil Arlo Eisenberg je bila v 1990s zelo popularna.

## Tipi

### Ulično rolanje
Pri uličnem rolanje, prav tako znanem kot rolanje prostega sloga, kotalkar izvaja trike z uporabo predmetov in struktur, ki so obstoječe v vsakodnevnem okolju. To vključuje uporabo stopniščnih ograj, betonskih polic, skakanje prek stopnic, spuščanje po bankinah in spremeni praktično vsako stvar v običajni ulici v oviro, klančino ali rampo. Inovativnost in kreativnost je običajno največji dejavnik uličnega rolanja, saj kotalkarji izumljajo nove trike prilagojene edinstvenem okolju, namesto izvajanja utečenih vaj na prej postavljenih ovirah kot so v rolkarskih parkih in pri vertikalnem rolanju. 

### Park
Rolanje v parku se nanaša na rolanje, ki se izvaja v veliko zasebnih in javnih rolkarskih parkih. Ta stil se od uličnega kotalkanja razlikuje zaradi narave rolkarskih parkov, ki so zasnovani tako, da kotalkarji izvajajo trike kot na primer na vrhu klančine. Rolanje v parku običajno poudarja tehnično stran agresivnega inline rolanja in se osredotoča na količino in kvaliteto različnih trikov, ki jih kotalkar lahko uspešno izvede, se pa spodbuja tematsko povezovanje različnih trikov. Serija trikob, ki je povezana v tekočem sosledju v kateri se kotalkar enakomerno premika po vseh različnih ovirah se imenuje »line«. Rolkarski parki imajo običajno »quarter pipe« in »half pipe«, zavite klančine in druge ovire, ki jih običajno ne moremo najti v normalnem urbanem okolju. Kvaliteten park bo imel dobre linije – s čimer je lažje sestaviti serijo trikov in jih tudi izvesti. Dobri parki so postavljeni v tekočem ritmu ovir.

### Half-pipe
Half-pipe je še ena disciplina agresivnega inline rolanja. Običajno jo sestavljajo triki v zraku, kot so rotacije in podobno. Pri tem tipu rolanja so najbolj prepoznavna imena Yasutoko brothers, Taig Khris in drugi. 

### Mediji
Rolaraski videji so se začeli leta 1994 z izdajo »The Hoax: An In-Line Crime«. K2 Sports, Salomon in Rollerblade so bili prvi pristaši športa in so prav tako izdajali svoje posnetke, Senate, prvo ekskluzivno in-line podjetje, pa je izdalo več posnetkov v 1990ih letih. Videogroove, Mindgame, Razors, KFC in Valo so izdali več opaznejših posnetkov v začetku 2000. V tem obdobju se je žanr spremenil iz VHS sistma na DVD kot večina ostale filmske in zabavne industrije. Prav tako so se podobno spremenil v digitalni format od leta 2010 naprej.
Rolarski posnetki podobno kot njihove sestrske discipline prostega sloga (rolkanje, bmx) predstavljajo rolanje v montiranih delih izvajanja trikov in jih običajno spremljata ena ali dve pesmi. Ker so te posnetki pogosto neprofitni, je glasba običajno uporabljena brez privoljenja avtorjev. Po drugi strani pa je velikokrat glasba ustvarjena prav za namen posnetka. The NIMH Team video, ki ga je produciral Brian Shima, je bil pred kratkim dobro sprejet s strani javnosti v veliki meri prav zato, ker je uporabljal precej neznano rock glasbo iz 1980ih in prej.